# Formazione degli W.A.S.P.
Questa che segue è la lista di tutti i componenti della band Heavy metal W.A.S.P., dagli esordi fino a oggi.

## Formazione attuale
- Blackie Lawless - cantante, chitarrista, tastierista (1982-presente)
- Doug Blair - chitarrista (1995-presente)
- Mike Duda- bassista (2006-presente)
- Aquiles Priester - batterista (2018-presente)

## Ex componenti
- Tony Richards - batterista (1982-1984)
- Randy Piper - chitarrista (1982-1986)
- Rik Fox - bassista (1982)
- Don Costa - bassista (1982)
- Chris Holmes - chitarrista (1983-1990; 1995-2001)
- Steve Riley - batterista (1984-1987)
- Johnny Rod - bassista (1986-1990)
- Frankie Banali - batterista (1989-1990)
- Stet Howland - batterista (1991-2006)
- Bob Kulick - chitarrista (1990-1992)
- Mark Josephson - chitarrista, violinista (1992-1996)
- Darrell Roberts - chitarrista (2001-2006)
- Mike Dupke - batterista (2006-2015)

## Membri ospiti
- Valentina - cantante in Unholy Terror
- Roy "Roy Z." Ramirez - chitarrista in Unholy Terror
- Ken Hensley - tastierista in The Headless Children
- Jimi Image - Corista in The Headless Children
- Patrick Johansson - batterista